# Балаев, Айдын Гусейнага оглы

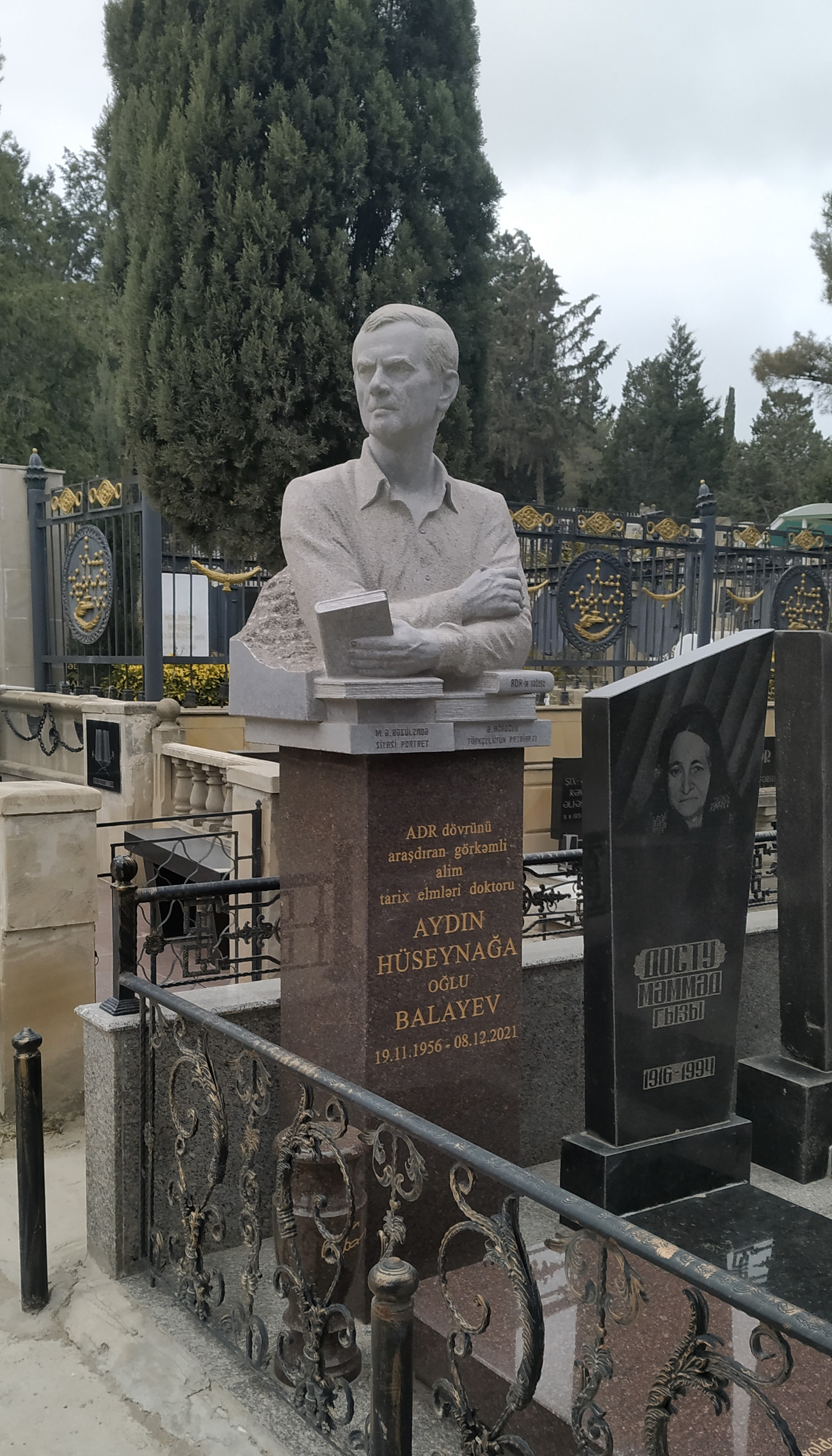
Могила Айдына Балаева

Айдын Гусейнага оглы Балаев (азерб. Aydın Hüseynağa oğlu Balayev; 19 ноября 1956 — 7 декабря 2021) — доктор исторических наук, ведущий научный сотрудник Института археологии и этнографии НАН Азербайджана.

## Биография
Родился 19 ноября 1956 года в Баку. В 1980 году окончил с отличием исторический факультет Азербайджанского государственного университета. Также учился в Московском государственном университете имени М. В. Ломоносова.
Защитил кандидатскую (1988) и докторскую (2001) диссертации.
Автор многих научных работ по этносоциологии, этнической социолингвистики и политической истории Азербайджана.
Автор ряда исторических трудов и исследований.
Умер 7 декабря 2021.

## Произведения
- Азербайджанское национально-демократическое движение 1917—1918 гг. — Баку, 1990
- Азербайджанское национальное движение в 1917—1918 гг.
- Февральская революция и национальные окраины: мартовские события 1918 года в Азербайджане. — Москва, 2008
- Мамед Эмин Расулзаде (1884—1955).
- Азербайджанские тюрки. Основные этапы становления нации в XIX-XX веках. — Баку, 2010
- Азербайджанская нация: Основные этапы становления на рубеже XIX — XX вв. — Москва, 2012
- Мамед Эмин Расулзаде. На чужих берегах. 1922—1943
- Патриарх тюркизма: Ахмед бек Агаоглу: 1869—1939. — Баку, 2018